# Deutsche Leichtathletik-Hallenmeisterschaften 2015
Die 62. Deutschen Leichtathletik-Hallenmeisterschaften wurden am 21. und 22. Februar 2015 in der Karlsruher Messehalle 2 ausgetragen. Damit richtete Karlsruhe zum achten Mal die nationalen Hallenmeisterschaften aus. Insgesamt 8.600 Zuschauer fanden sich ein.
Ursprünglich sollten die Wettkämpfe wie gewohnt in der Europahalle Karlsruhe stattfinden, doch nachdem diese aus Sicherheitsgründen für Großveranstaltungen gesperrt wurde, entschied der Gemeinderat der Stadt, die Messehalle 2 für Leichtathletikwettbewerbe aufzurüsten. Dafür wurde von der Stadt Göteborg die mobile Laufbahn der Halleneuropameisterschaften 2013 übernommen, welche mit sechs 200-Meter-Rundbahnen zwei mehr als die Europahalle besitzt und höchsten internationalen Standards entsprach.

## Ausgelagerte Wettbewerbe
Die Mehrkämpfe fielen aus. Die Gehwettbewerbe wurden am 27. Februar bei den Deutschen Geher-Hallenmeisterschaften in Erfurt ausgetragen. Die Langstaffeln fanden am 15. Februar im Rahmen der Deutschen Jugendhallenmeisterschaften in Neubrandenburg statt.

## Medaillengewinner

### Frauen
| Disziplin         | Gold                                                                              | Leistung     | Silber                                                                        | Leistung     | Bronze | Leistung     |
| ----------------- | --------------------------------------------------------------------------------- | ------------ | ----------------------------------------------------------------------------- | ------------ | --- | ------------ |
| 60 m              | Verena Sailer (MTG Mannheim)                                                      | 7,12 s       | Alexandra Burghardt (MTG Mannheim)                                            | 7,24 s       | Rebekka Haase (LV 90 Erzgebirge)                                                                                | 7,27 s       |
| 200 m             | Rebekka Haase (LV 90 Erzgebirge)                                                  | 23,12 s      | Nadine Gonska (MTG Mannheim)                                                  | 23,30 s      | Christina Haack (TV Wattenscheid 01)                                                                            | 23,83 s      |
| 400 m             | Ruth Sophia Spelmeyer (VfL Oldenburg)                                             | 52,99 s      | Christiane Klopsch (LG OVAG Friedberg-Fauerbach)                              | 53,69 s      | Daniela Ferenz (LG Neckar-Enz)                                                                                  | 53,93 s      |
| 800 m             | Christina Hering (LG Stadtwerke München)                                          | 2:05,61 min  | Kerstin Marxen (TSV Gomaringen)                                               | 2:06,63 min  | Mareen Kalis (LC Paderborn)                                                                                     | 2:07,11 min  |
| 1500 m            | Maren Kock (LG Telis Finanz Regensburg)                                           | 4:13,72 min  | Konstanze Klosterhalfen (TSV Bayer 04 Leverkusen)                             | 4:15,25 min  | Thea Heim (LG Telis Finanz Regensburg)                                                                          | 4:16,61 min  |
| 3000 m            | Gesa Felicitas Krause (LG Eintracht Frankfurt)                                    | 9:04,84 min  | Elina Sujew (LG Eintracht Frankfurt)                                          | 9:07,74 min  | Alina Reh (TSV Erbach)                                                                                          | 9:08,53 min  |
| 3000 m Bahngehen  | Lea Dederichs (ART Düsseldorf)                                                    | 14:08,74 min | Nicole Best (TV Groß-Gerau)                                                   | 14:13,70 min | Franziska Glandorf (DJK Arminia Ibbenbüren)                                                                     | 15:18,73 min |
| 60 m Hürden       | Cindy Roleder (LAZ Leipzig)                                                       | 7,99 s       | Pamela Dutkiewicz (TV Wattenscheid 01)                                        | 8,07 s       | Sabrina Lindenmayer (VfL Sindelfingen)                                                                          | 8,18 s       |
| 4 × 200 m Staffel | LT DSHS KölnFriederike Möhlenkamp Christine Salterberg Leena Günther Lena Naumann | 1:37,07 min  | TV Wattenscheid 01Christina Haack Pamela Dutkiewicz Monika Zapalska Maike Dix | 1:37,59 min  | LC PaderbornInna Weit Ina Thimm Jutta Menne Janina Kölsch                                                       | 1:37,83 min  |
| 3 × 800 m Staffel | TSV Bayer 04 LeverkusenLaura Vierbaum Lena Menzel Lena Klaassen                   | 6:27,00 min  | LAV Bayer Uerdingen/DormagenSusan Robb Anja Roggel Tanja Spill                | 6:38,97 min  | LG Olympia DortmundVanessa Guting Linda Wrede Laura Hansen                                                      | 6:49,70 min  |
| Hochsprung        | Imke Onnen (LG Hannover)                                                          | 1,86 m       | Alexandra Plaza (LT DSHS Köln)                                                | 1,83 m       | Katarina Mögenburg (TSV Bayer 04 Leverkusen) Carolin Schäfer (TV Friedrichstein) Melanie Skotnik (TSG Weinheim) | 1,80 m       |
| Stabhochsprung    | Lisa Ryzih (ABC Ludwigshafen)                                                     | 4,55 m       | Katharina Bauer (TSV Bayer 04 Leverkusen)                                     | 4,50 m       | Martina Strutz (Schweriner SC)                                                                                  | 4,45 m       |
| Weitsprung        | Sosthene Moguenara (TV Wattenscheid 01)                                           | 6,68 m       | Ksenia Achkinadze (Wiesbadener LC)                                            | 6,55 m       | Lisa Kurschilgen (TV Wattenscheid 01)                                                                           | 6,48 m       |
| Dreisprung        | Kristin Gierisch (LAC Erdgas Chemnitz)                                            | 14,11 m      | Katja Demut (LC Jena)                                                         | 14,10 m      | Elina Sterzing (LAV Tübingen)                                                                                   | 13,20 m      |
| Kugelstoßen       | Lena Urbaniak (LG Filstal)                                                        | 17,79 m      | Denise Hinrichs (TV Wattenscheid 01)                                          | 17,76 m      | Josephine Terlecki (SC DHfK Leipzig)                                                                            | 17,20 m      |

### Männer
| Disziplin          | Gold                                                                             | Leistung     | Silber                                                                    | Leistung     | Bronze                                                                          | Leistung            |
| ------------------ | -------------------------------------------------------------------------------- | ------------ | ------------------------------------------------------------------------- | ------------ | ------------------------------------------------------------------------------- | ------------------- |
| 60 m               | Christian Blum (TV Wattenscheid 01)                                              | 6,57 s       | Lucas Jakubczyk (SC Charlottenburg)                                       | 6,58 s       | Julian Reus (TV Wattenscheid 01)                                                | 6,61 s              |
| 200 m              | Robin Erewa (TV Wattenscheid 01)                                                 | 20,70 s      | Lucas Jakubczyk (SC Charlottenburg)                                       | 20,76 s      | Patrick Domogala (MTG Mannheim)                                                 | 20,94 s             |
| 400 m              | Alexander Gladitz (LG Hannover)                                                  | 46,88 s      | Thomas Schneider (SC Magdeburg)                                           | 46,96 s      | Robert Hind (SV Saar 05 Saarbrücken)                                            | 47,34 s             |
| 800 m              | Robin Schembera (TSV Bayer 04 Leverkusen)                                        | 1:50,14 min  | Sebastian Keiner (Erfurter LAC)                                           | 1:50,18 min  | Jan Riedel (Dresdner SC)                                                        | 1:50,55 min         |
| 1500 m             | Homiyu Tesfaye (LG Eintracht Frankfurt)                                          | 3:41,68 min  | Florian Orth (LG Telis Finanz Regensburg)                                 | 3:47,82 min  | Hundesa Abdi Uya (LG Lahn Aar-Esterau)                                          | 3:46,48 min         |
| 3000 m             | Richard Ringer (VfB LC Friedrichshafen)                                          | 8:29,57 min  | Florian Orth (LG Telis Finanz Regensburg)                                 | 8:29,61 min  | Clemens Bleistein (LG Stadtwerke München)                                       | 8:29,95 min         |
| 5000 m Bahngehen   | Steffen Borsch (SV Halle)                                                        | 20:46,85 min | Björn Tharann (SV Halle)                                                  | 24:17,97 min | nur zwei Teilnehmer                                                             | nur zwei Teilnehmer |
| 60 m Hürden        | Erik Balnuweit (LAZ Leipzig)                                                     | 7,65 s       | Alexander John (LAZ Leipzig)                                              | 7,82 s       | Martin Vogel (LAC Erdgas Chemnitz)                                              | 7,86 s              |
| 4 × 200 m Staffel  | TV Wattenscheid 01Robin Erewa Sebastian Ernst Alexander Kosenkow Maximilian Ruth | 1:24,82 min  | LT DSHS KölnRobert Polkowski Miguel Rigau Fabian Schneider Luca Willmann  | 1:25,97 min  | LG Stadtwerke MünchenBenedikt Wiesend David Gollnow Christian Rasp Tobias Giehl | 1:27,30 min         |
| 3 × 1000 m Staffel | LG BraunschweigViktor Kuk Andreas Lange Sören Ludolph                            | 7:09,95 min  | TSV Bayer 04 LeverkusenDominic Neumann Patrick Schoenball Robin Schembera | 7:10,54 min  | LAV Bayer Uerdingen/DormagenJulian Spinrath Fabian Spinrath Carl-Philip Heising | 7:25,85 min         |
| Hochsprung         | Mateusz Przybylko (TSV Bayer 04 Leverkusen)                                      | 2,26 m       | Eike Onnen (LG Hannover)                                                  | 2,15 m       | Martin Günther (LG Eintracht Frankfurt)                                         | 2,15 m              |
| Stabhochsprung     | Tobias Scherbarth (TSV Bayer 04 Leverkusen)                                      | 5,70 m       | Carlo Paech (TSV Bayer 04 Leverkusen)                                     | 5,65 m       | Marvin Caspari (TSV Bayer 04 Leverkusen)                                        | 5,45 m              |
| Weitsprung         | Alyn Camara (TSV Bayer 04 Leverkusen)                                            | 7,97 m       | Julian Howard (LG Region Karlsruhe)                                       | 7,95 m       | Fabian Heinle (LAV Tübingen)                                                    | 7,75                |
| Dreisprung         | Marcel Kornhardt (ASV Erfurt)                                                    | 16,21 m      | Max Heß (LAC Erdgas Chemnitz)                                             | 16,18 m      | Andreas Pohle (ASV Erfurt)                                                      | 15,88 m             |
| Kugelstoßen        | David Storl (SC DHfK Leipzig)                                                    | 21,26 m      | Tobias Dahm (VfL Sindelfingen)                                            | 19,61 m      | Christian Jagusch (SC Neubrandenburg)                                           | 19,27 m             |